# Carl Friedrich Philipp von Martius
Carl Friedrich Philipp von Martius (Erlangen, 17 aprile 1794 – Monaco di Baviera, 13 dicembre 1868) è stato un botanico, zoologo e antropologo tedesco.

## Biografia

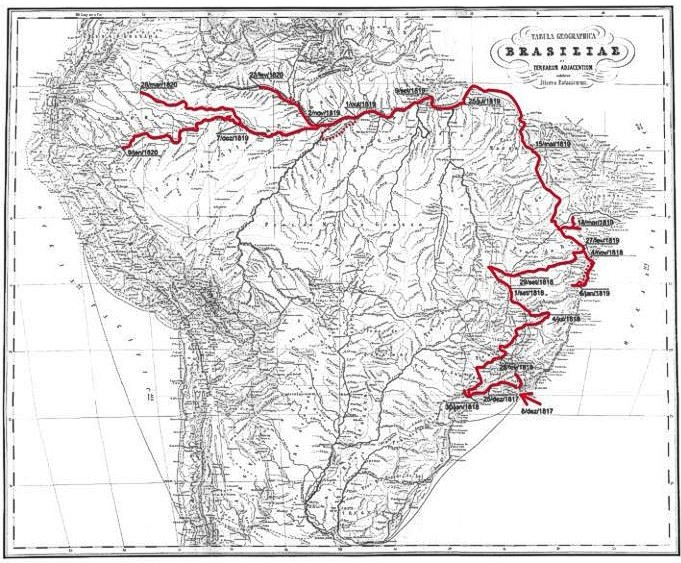
L'itinerario di von Martius e von Spix in Brasile

Figlio del farmacista di corte Ernst Wilhelm Martius (1756-1849), che fu il primo docente di farmacologia all'Università di Erlangen, si laureò in biologia a Erlangen nel 1814 con una tesi sulle piante dell'orto botanico dell'università. Dopo la laurea si dedicò alla botanica.
Dal 1817 a 1820, assieme allo zoologo Johann Baptist Ritter von Spix guidò una spedizione in Brasile, per conto del re di Baviera, nel corso della quale fu esplorato il corso del Rio delle Amazzoni e alcuni affluenti come il Tabatinga. Durante il loro viaggio in Brasile, inoltre, furono fatte importanti osservazioni sulla vita, la cultura e le lingue degli indigeni brasiliani, specialmente dei Tupi. Nel corso del loro viaggio, inoltre, Martius e Spix scoprirono inoltre i fossili della Formazione Santana. Tornati in Baviera nel 1820, Spix e Martius portarono dalla loro spedizione brasiliana 90 mammiferi, 350 uccelli, 130 anfibi, 120 pesci, 2.700 insetti e 6.500 piante e semi.
Nello stesso anno del ritorno in patria (1820) Martius venne accolto all'Accademia delle scienze di Baviera. Nel 1826 ottenne la cattedra di botanica all'università di Monaco di Baviera e nel 1832 divenne direttore dell'orto botanico di Monaco.

## Opere
- Flora cryptogamica erlangensis sistens vegetabilia e classe ultima Linn. in agro Erlangensi hucusque detecta auctore Car. Frid. Phil. Martio. Norimbergae : sumptibus J. L. Schrag, 1817
- Nova genera et species plantarum quas in itinere per Brasiliam annis 1817-1820... collegit et descripsit dr. C.F.P. de Martius... Pingendas curavit et secundum auctoris schedulas digessit dr. J.G. Zuccarini. Monachi, typis Caroli Wolf, 1824-1829
- Icones selectae plantarum cryptogamicarum quas in itinere per Brasiliam annis 1817-1820 iussu et auspicis Maximiliani Josephii... collegit et descripsit Dr. C.F.P. de Martius. Monachii, Typis C. Wolf, 1827
- Historia naturalis palmarum : opus tripartitum cuius volumen primum palmas generatim tractat, volumen secundum Brasiliae palmas singulatim descriptione et icone illustrat, volumen tertium ordinis familiarum generum characteres recenset..., auctor Caroli Frid. Phil. de Martius , 3 voll, Monachii, impensis auctoris (Lipsiae, apud Frid. Fleischer in comm.), 1823-1850
- Historia naturalis palmarum opus tripartitum cuius volumen primum palmas generatim tractat, volumen secundum Brasiliae palmas singulatim descriptione et icone illustrat, volumen tertium ordinis familiarum generum characteres recenset ... accedunt tabulae 145. Auctor Carol. Frid. Phil. de Martius. Monachii, impensis auctoris (Lipsiae, apud Frid. Fleischer in comm.), 1823-1850
- Plantae nonnullae horti academici Monacensis descriptae atque illustratae, auctor Car. Frid. Phil. Martius (coautore: Franz Paula von Schrank), 1824
- Flora brasiliensis : enumeratio plantarum in Brasilia hactenus detectarum quas suis aliorumque botanicorum studiis descriptas et methodo naturali digestas partim icone illustratas / ediderunt Carolus Fridericus Philippus de Martius et Augustus Guilielmus Eichler iisque defunctis successor Ignatius Urban ; opus cura Musei C. R. Pal. vindobonensis auctore Steph. Endlicher successore Ed. Fenzl conditum sub auspiciis Ferdinandi 1., Austriae imperatoris, Ludovici 1., Bavariae regis, Petri 2., Brasiliae imperatoris, sublevatum populi brasiliensis liberalitate. Monachii et Lipsiae, apud R. Oldenbourg in comm
- Specimen materiae medicae Brasiliensis, exhibens plantas medicinales, quas in itinere per Brasiliam annis 1817-1820... observavit Dr. C.F.P. de Martius, Monac, Typis J.E. De Seidel ex Actis Monacensibus seorsim impressum, 1824
- Conspectus regni vegetabilis secundum characteres morphologicos : prasertim carpicos in classes, ordines et familias digesti adiectis exemplis nominibusque plantarum usui medico technico et oeconomico inservientium. Norimberga, Jaquet, 1835

## Abbreviazione botanici
| Mart. è l'abbreviazione standard utilizzata per le piante descritte da Carl Friedrich Philipp von Martius. Consulta l'elenco delle piante assegnate a questo autore dall'IPNI. |